# Belgia na Letnich Igrzyskach Olimpijskich 1900
Belgię na Letnich Igrzyskach Olimpijskich 1900 reprezentowało 78 sportowców.

## Zdobyte medale
| Medal  | Zawodnik | Dyscyplina  | Konkurencja                  |
| ------ | --- | ----------- | ---------------------------- |
| Złoto  | Hubert Van Innis | Łucznictwo  | Au Chapelet (33 m)           |
| Złoto  | Emmanuel Foulon | Łucznictwo  | Sur la Perche à la Herse     |
| Złoto  | Hubert Van Innis | Łucznictwo  | Au Cordon Doré (33 m)        |
| Złoto  | Aimé Haegeman | Jeździectwo | Konkurs skoków               |
| Złoto  | Constant Van Langendonck | Jeździectwo | Skok w dal                   |
| Srebro | Henri Cohen Jean De Backer Fernand Feyaerts Oscar Grégoire Albert Michant Georges Romas Guillaume Séron A. R. Upton Victor Sonnemans                    | Piłka wodna | Turniej mężczyzn             |
| Srebro | Marcel Van Crombrugge Frank Odberg Oscar Dessomville Prosper Bruggeman Maurits Verdonck Oscar De Cock Maurice Hemelsoet Jules De Bisschop Rodolphe Poma | Wioślarstwo | Ósemka                       |
| Srebro | Georges Van Der Poële | Jeździectwo | Konkurs skoków               |
| Srebro | Hubert Van Innis | Łucznictwo  | Au Cordon Doré (50 m)        |
| Srebro | Émile Druart | Łucznictwo  | Sur la Perche à la Herse     |
| Brąz   | Louis Glineur | Łucznictwo  | Sur la Perche à la Pyramide  |
| Brąz   | Georges Van Der Poële | Jeździectwo | Skok wzwyż                   |
| Brąz   | Charles Paumier du Vergier | Strzelectwo | Karabin wojskowy (stojąc)    |
| Brąz   | Paul Van Asbroeck | Strzelectwo | Karabin wojskowy (3 postawy) |
| Brąz   | Albert Delbecque Raul Kelecom Marcel Leboutte Lucien Londot Ernest Moreau De Melen Edmond Neefs Georges Pelgrims Alphonse Renier Émile Spannoghe        | Piłka nożna | Turniej mężczyzn             |

## Skład kadry

### Gimnastyka
| Zawodnik   | Konkurencja                           | Finał | Finał   |
| Zawodnik   | Konkurencja                           | Wynik | Miejsce |
| ---------- | ------------------------------------- | ----- | ------- |
| De Poorten | wielobój gimnastyczno-lekkoatletyczny | 207   | 99.     |
| Michelet   | wielobój gimnastyczno-lekkoatletyczny | 192   | 112.    |

### Jeździectwo
Konkurencje olimpijskie
| Zawodnik                  | Konkurencja    | Finał              | Finał              |
| Zawodnik                  | Konkurencja    | Wynik              | Miejsce            |
| ------------------------- | -------------- | ------------------ | ------------------ |
| Aimé Haegeman             | konkurs skoków | 2:16,0             | złoto              |
| Georges van der Poële     | konkurs skoków | 2:17,6             | srebro             |
| Georges van der Poële     | skok wzwyż     | 1,70               | brąz               |
| Constant Van Langhendonck | skok w dal     | 6,10               | złoto              |
| Van Der Meulen            | skok w dal     | Nie sklasyfikowany | Nie sklasyfikowany |

Konkurencje nieolimpijskie
| Zawodnik                               | Konkurencja                  | Finał              | Finał              |
| Zawodnik                               | Konkurencja                  | Wynik              | Miejsce            |
| -------------------------------------- | ---------------------------- | ------------------ | ------------------ |
| Georges Van Der Poele                  | Jazda konna z polowaniem     | Nie sklasyfikowany | Nie sklasyfikowany |
| Georges Nagelmackers                   | Powożenie zaprzęgami konnymi | b.d                | złoto              |
| Étienne, Baron Van Zuylen Van Nijevelt | Powożenie zaprzęgami konnymi | Nie sklasyfikowany | Nie sklasyfikowany |
| Gaston Saint-Paul de Sinçay            | Powożenie zaprzęgami konnymi | Nie sklasyfikowany | Nie sklasyfikowany |
| Georges Chaudoir                       | Powożenie zaprzęgami konnymi | Nie sklasyfikowany | Nie sklasyfikowany |
| Paul Lambert                           | Powożenie zaprzęgami konnymi | Nie sklasyfikowany | Nie sklasyfikowany |
| Orban                                  | Powożenie zaprzęgami konnymi | Nie sklasyfikowany | Nie sklasyfikowany |
| Georges Pauwels                        | Powożenie zaprzęgami konnymi | Nie sklasyfikowany | Nie sklasyfikowany |

### Kolarstwo
| Zawodnik | Konkurencja | Eliminacje                                                              | Ćwierćfinały               | Półfinały       | Finał           | Finał         |
| Zawodnik | Konkurencja | Przeciwnik Czas                                                         | Przeciwnik Czas            | Przeciwnik Czas | Przeciwnik Czas | Pozycja       |
| -------- | ----------- | ----------------------------------------------------------------------- | -------------------------- | --------------- | --------------- | ------------- |
| Vincent  | sprint      | Antonio Restelli Joseph Mallet Caillet Mossmann P. Hubault Edouard Wick | Albert Taillandier Thomann | Nie awansował   | Nie awansował   | Nie awansował |

### Łucznictwo
| Zawodnik         | Konkurencja                 | Finał | Finał   |
| Zawodnik         | Konkurencja                 | Wynik | Miejsce |
| ---------------- | --------------------------- | ----- | ------- |
| Hubert Van Innis | au chapelet (33 m)          | b.d   | złoto   |
| Hubert Van Innis | au chapelet (50 m)          | b.d   | 4.      |
| Hubert Van Innis | au cordon doré (33 m)       | b.d   | złoto   |
| Hubert Van Innis | au cordon doré (50 m)       | 29    | srebro  |
| Emmanuel Foulon  | sur la perche à la herse    | b.d   | złoto   |
| Emile Druart     | sur la perche à la herse    | b.d   | brąz    |
| Louis Glineur    | sur la perche à la pyramide | b.d   | brąz    |

### Piłka nożna
- Reprezentacja mężczyzn

| - Albert Delbecque - Raul Kelecom - Marcel Leboutte - Lucien Londot - Ernest Moreau de Melen - Eugène Neefs |  | - Georges Pelgrims - Alphonse Renier - Émile Spannoghe - Hendrik van Heuckelum - Camille Van Hoorden - Eric Thornton |

Reprezentacja Belgii wywalczyła brązowy medal (startowały tylko trzy drużyny).

### Wyniki
| 23 października 1900 | USFSA XI · Peltier · pozostali nieznani | 6 : 2(1:2) | Université Libre de Bruxelles · Spanoghe · van Heuckelum | Widzów: 1 500 Sędzia: Jack Wood (Wielka Brytania) |
|                      |                                         |            |                                                          |                                                   |

### Piłka wodna
- Reprezentacja mężczyzn

| - Henri Cohen - Jean De Backer - Victor De Behr - Fernand Feyaerts - Oscar Grégoire |  | - Albert Michant - Georges Romas - Guillaume Séron - Victor Sonnemans - A.R. Upton |

Reprezentanci Belgii zdobyli srebrny medal.

### Wyniki

#### Ćwierćfinał
| 11 sierpnia 1900 | Club de natation de Bruxelles | 2:0 | Pupilles de Neptune de Lille I |  |
|                  |                               |     |                                |  |

#### Półfinał
| 12 sierpnia 1900 | Club de natation de Bruxelles | 5:1 | Libellule de Paris |  |
|                  |                               |     |                    |  |

#### Finał
| 11 sierpnia 1900 | Club de natation de Bruxelles | 2:7 | Osborne Swimming Club |  |
|                  |                               |     |                       |  |

### Pływanie
| Zawodnik | Konkurencja     | Półfinał             | Półfinał             | Finał         | Finał         |
| Zawodnik | Konkurencja     | Czas                 | Miejsce              | Czas          | Miejsce       |
| -------- | --------------- | -------------------- | -------------------- | ------------- | ------------- |
| Hermand  | 4000 m dowolnym | Nie ukończył wyścigu | Nie ukończył wyścigu | Nie awansował | Nie awansował |

### Strzelectwo
| Zawodnik                                                                          | Konkurencja                            | Finał  | Finał   |
| Zawodnik                                                                          | Konkurencja                            | Wynik  | Pozycja |
| --------------------------------------------------------------------------------- | -------------------------------------- | ------ | ------- |
| Alban Rooman                                                                      | pistolet dowolny indywidualnie         | 405    | 13.     |
| Émile Thèves                                                                      | pistolet dowolny indywidualnie         | 404    | 14.     |
| Victor Robert                                                                     | pistolet dowolny indywidualnie         | 351    | 16.     |
| Pierre Eichhorn                                                                   | pistolet dowolny indywidualnie         | 345    | 17.     |
| Charles Lebègue                                                                   | pistolet dowolny indywidualnie         | 318    | 19.     |
| Alban Rooman Émile Thèves Victor Robert Pierre Eichhorn Charles Lebègue           | pistolet dowolny drużynowo             | 1823   | 4.      |
| Charles Paumier du Vergier                                                        | karabin dowolny stojąc                 | 298    | brąz    |
| Paul Van Asbroeck                                                                 | karabin dowolny stojąc                 | 297    | 4.      |
| Jules Bury                                                                        | karabin dowolny stojąc                 | 282    | 7.      |
| Edouard Myin                                                                      | karabin dowolny stojąc                 | 265    | 21.     |
| Joseph Baras                                                                      | karabin dowolny stojąc                 | 233    | 30.     |
| Paul van Asbroeck                                                                 | karabin dowolny klęcząc                | 308    | 4.      |
| Charles Paumier du Vergier                                                        | karabin dowolny klęcząc                | 297    | 9.      |
| Jules Bury                                                                        | karabin dowolny klęcząc                | 269    | 24.     |
| Edouard Myin                                                                      | karabin dowolny klęcząc                | 249    | 29.     |
| Joseph Baras                                                                      | karabin dowolny klęcząc                | 210    | 30.     |
| Paul Van Asbroeck                                                                 | karabin dowolny leżąc                  | 312    | 8.      |
| Edouard Myin                                                                      | karabin dowolny leżąc                  | 304    | 13.     |
| Charles Paumier du Vergier                                                        | karabin dowolny leżąc                  | 302    | 15.     |
| Jules Bury                                                                        | karabin dowolny leżąc                  | 270    | 28.     |
| Joseph Baras                                                                      | karabin dowolny leżąc                  | 270    | 28.     |
| Paul Van Asbroeck                                                                 | karabin dowolny trzy postawy           | 917    | brąz    |
| Charles Paumier                                                                   | karabin dowolny trzy postawy           | 897    | 6.      |
| Jules Bury                                                                        | karabin dowolny trzy postawy           | 821    | 22.     |
| Edouard Myin                                                                      | karabin dowolny trzy postawy           | 818    | 23.     |
| Joseph Baras                                                                      | karabin dowolny trzy postawy           | 713    | 30.     |
| Paul Van Asbroeck Charles Paumier du Vergier Jules Bury Edouard Myin Joseph Baras | karabin dowolny trzy postawy drużynowo | 4166   | 6.      |
| René Guyot                                                                        | 17                                     | srebro |         |

### Szermierka
| Zawodnik           | Konkurencja      | Runda 1                                             | Runda 1 | Ćwierćfinały                                                                | Ćwierćfinały  | Półfinały | Półfinały     | Finał | Finał         | Pozycja       |
| Zawodnik           | Konkurencja      | Przeciwnik                                          | Wynik   | Przeciwnik                                                                  | Wynik         | Przeciwnik | Wynik         | Przeciwnik | Wynik         | Pozycja       |
| ------------------ | ---------------- | --------------------------------------------------- | ------- | --------------------------------------------------------------------------- | ------------- | --- | ------------- | --- | ------------- | ------------- |
| Tony Smet          | floret amatorzy  | Guèrin                                              | W       | de Saint-Aignan                                                             | W             | Émile Coste Henri Masson Prospère Sénat Rudolf Brosch Guèrin Claude de Boissière Bélot                                | P             | Claude de Boissière Eugene des Logis Berges de Saint-Aignan Bélot Ducrot Adrien Guyon Guèrin                            |               | 14.           |
| Tony Smet          | szpada amatorzy  | Début Gaston Achille Duclos Fedreghini Fichot Weber |         | Edmond Wallace Francisco Camet de Pradel Bideau Henri Hébrard de Villeneuve |               | Nie awansował | Nie awansował | Nie awansował | Nie awansował | Nie awansował |
| Hébrant            | szabla zawodowcy | b.d                                                 | d.d     | b.d                                                                         | b.d           | Antonio Conte François Delibes Milan Neralić Lajos Horvath Brun-Buisson Georges Clappier Otello Santelli              |               | Antonio Conte Italo Santelli Milan Neralić François Delibes Julian Michaux Xavier Anchetti Piotr Zakoworot              | P             | 8.            |
| Pierre Selderslagh | floret zawodowcy | b.d                                                 | d.d     | b.d                                                                         | b.d           | Adolphe Rouleau Jean-Baptiste Mimiague Jules Rossignol Italo Santelli Marcel Boulanger Michel Filippi Georges Lefèvre | P             | Georges-Joseph Haller Adjutant Lemoine Georges Lefèvre Marcel Boulanger Lucien Millet Cyrille Verbrugge Michel Filippi  |               | 10.           |
| Cyrille Verbrugge  | floret zawodowcy | b.d                                                 | d.d     | b.d                                                                         | b.d           | Lucien Mérignac Alphonse Kirchhoffer Antonio Conte Léopold Ramus Georges-Joseph Haller Adjutant Lemoine Lucien Millet | P             | Georges-Joseph Haller Pierre Selderslagh Adjutant Lemoine Georges Lefèvre Marcel Boulanger Lucien Millet Michel Filippi |               | 15.           |
| F. Després         | floret zawodowcy | b.d                                                 | P       | Nie awansował                                                               | Nie awansował | Nie awansował | Nie awansował | Nie awansował | Nie awansował | Nie awansował |

### Wioślarstwo
| Zawodnik | Konkurencja | Półfinały | Półfinały | Finał          | Finał          | Miejsce        |
| Zawodnik | Konkurencja | Czas      | M.        | Czas           | M.             | Miejsce        |
| --- | ----------- | --------- | --------- | -------------- | -------------- | -------------- |
| Prosper Bruggeman Maurice Hemelsoet | M2+         | 7:00,4    | 3.        | Nie awansowali | Nie awansowali | Nie awansowali |
| Jules De Bisschop Prosper Bruggeman Oscar Dessomville Oscar De Cock Maurice Hemelsoet Marcel Van Crombrugge Frank Odberg Maurits Verdonck Rodolphe Poma | M8+         | 5:00,2    | 2.        | 6:13,8         | 2.             | srebro         |